# Иоганн Адольф II (герцог Саксен-Вейсенфельский)
Иоганн Адольф II (нем. Johann Adolf II. von Sachsen-Weißenfels; 4 сентября 1685, Вайсенфельс — 16 мая 1746, Лейпциг) — герцог Саксен-Вейсенфельский, наследовал своему брату Кристиану в 1736 году, после смерти последнего герцога Саксен-Вейсенфельс-Барбиского в 1739 году получил во владение графство Барби.

## Биография
Иоганн Адольф II — седьмой и младший сын герцога Иоганна Адольфа I Саксен-Вейсенфельского и его супруги Иоганны Магдалены Саксен-Альтенбургской, дочери герцога Фридриха Вильгельма II. Мать Иоганна Адольфа умерла спустя неполных пять месяцев после его рождения.
В 1702 году поступил на военную службу Гессен-Касселя, участвовал в войне за испанское наследство, сражался при Гохштедте (1703), Турине (1706) и Мальплаке (1709), с 1709 — генерал-майор.
В 1711 году перешёл на саксонскую службу, с 1714 – генерал-лейтенант, в 1715 году сражался в Померании и участвовал в осаде Штральзунда. С 1716 года во главе саксонского вспомогательного корпуса из 6 000 человек действовал против турок в Венгрии, после заключения Пассаровицкого мира жил в своих владениях, в 1723 году получил чин генерала кавалерии, в 1732 – и инфантерии.
В войне за польское наследство в 1734 году с 12 тысяч саксонцев осаждал в Данциге Станислава Лещинского. 26 ноября 1735 получил чин фельдмаршала.
В Первой Силезской войне (в которой Саксония выступила против австрийцев на стороне Пруссии) снова был главнокомандующим саксонской армией, во Второй Силезской войне (в которой Саксония выступила против пруссаков на стороне Австрии) в кампании 1744 года вынудил Фридриха II отступить из Богемии, однако в 1745 году во главе армии двинулся в Силезию, но вместе с Карлом Лотарингским потерпел поражение при Гогенфридберге.
12 декабря 1745 года, накануне нового генерального сражения, сложил с себя командование, после поражения при Кессельдорфе 15 декабря участвовал в выработке условий капитуляции.

## Семья и дети
9 мая 1721 года Иоганн Адольф женился в Айзенахе на Иоганне Антуанетте, дочери герцога Иоганна Вильгельма Саксен-Эйзенахского. У них был один сын:
- Фридрих Иоганн Адольф (1722—1724)

27 ноября 1734 года Иоганн Адольф женился в Альтенбурге повторно, на Фридерике Саксен-Гота-Альтенбургской. У них было пятеро детей:
- Карл Фридрих Адольф (1736—1737)
- Иоганн Адольф (1738)
- Август Адольф (1739—1740)
- Иоганн Георг Адольф (1740—1740)
- Фридерика Адольфина (1741—1751)

В связи с тем, что на момент смерти Иоганна Адольфа у него не было потомков мужского пола, его смерть привела к угасанию династии, и герцогство Саксен-Вейсенфельс было присоединено к курфюршеству Саксония.